# Victorino Pereda Ortega
Victorino Pereda Ortega (1912-1945), también conocido como «Ipo», fue un guerrillero español que luchó contra la Dictadura franquista.

## Biografía
Nació en 1912 en el pueblo burgalés de Tormes a escasos kilómetros de Briviescas. Victorino ejerció como Guardia de Asalto republicano. Sirvió a la República entre 1936-1939, combatiendo en el frente de Madrid como Comisario delegado de Compañía del Ejército de Tierra. Después de la Guerra Civil pasó a ganarse la vida con un puesto de venta de ropa en el Rastro. En la posguerra se unió a la guerrilla extremeña en los montes de Cáceres.

### Posguerra
Tras la contienda vivió junto con su mujer y el primero de sus hijos en un chalet alquilado por el PCE en la zona de Arturo Soria-Ciudad Lineal. Este chalet servía como lugar de encuentro para los guerrilleros, escondite y “hospital” improvisado. Encarnación, la mujer de "Ino", realizó curas a los guerrilleros, y más en concreto a uno de ellos con problemas en los ojos. Encarnación lo llevó incluso al médico haciéndose pasar por su hermana. Este hombre, más tarde, fue un delator.

### La Guerrilla
Se alistó en las filas de la guerrilla antifranquista y sirvió en ella como enlace y delegado político del PCE con el Comandante "Carlos" en el Ejército Nacional Guerrillero —Agrupación Guerrillera de Extremadura-Centro—, operativo en Cáceres. “Ino”, como le conocían en la Sierra, hacía numerosos viajes de Madrid a Cáceres y viceversa para prestar servicios de comunicación y logística; también pasaba temporadas en el monte cacereño en la 13.ª División comandada por Joaquín Ventas Cita “Chaqueta Larga”.
El 12 de noviembre de 1945, Ino murió en combate. Un delator o infiltrado, José Ballesteros González “El Carretero”, avisó a la Guardia Civil y sorprendieron en una emboscada a Ino y al guerrillero que lo acompañaba, Alejandro Barroso Escudero “El Mexicano”, cuando llegaron en una noche oscura, lluviosa y cubierta la zona con una espesa neblina, a la majada de la “Artijuela” a pertrecharse de víveres. Dicha majada se encuentra en pleno monte, cerca del pueblo cacereño de Roturas de Cabañas. 
En los informes de la Guardia Civil se habla de intento de secuestro, mientras la gente del pueblo y “Mexicano”, superviviente de la emboscada, hablan de recogida de alimentos. Es poco creíble que en plena tormenta un grupo de guerrilleros se aventure en un secuestro de dos personas de edad avanzada en pleno monte.

### La Emboscada
Existen varias versiones de los hechos, pero la versión de “Mexicano” apunta que se acercaron cinco guerrilleros a la finca, tres se quedaron en las inmediaciones y “El Ino” y el propio “Mexicano” se acercaron a la casa; “Mexicano” entró en ella mientras que “El Ino” se dispuso a vigilar. La casa estaba a oscuras y “Mexicano” habló con el matrimonio; les preguntó por qué estaban todas las luces apagadas y le respondieron que se iban a acostar. Entonces encendió un fósforo, vio a un guardia civil en la habitación y comenzaron los disparos. “Ino”, apostado en la puerta disparó contra el guardia civil que iba abrir fuego sobre “Mexicano”; ambos se dispararon a quemarropa. “Mexicano” logró saltar sobre “Ino”, ya caído, y a pesar de las ráfagas logró escapar. El guardia civil, Román García Sánchez, gravemente herido, moriría esa misma noche en Deleitosa.
A “El Ino” lo bajaron del monte al pueblo entre dos bestias y dos haces de leña. Fue llevado a las escuelas en Roturas, donde el ama del cura pidió prenderle fuego, el capitán de la Guardia Civil se negó a ello y el cura decidió darle sepultura porque quizás era creyente. Fue enterrado el 14 de noviembre mediante un “entierro de pobre” como aparece citado en el “Libro de muertos” parroquial justo a la entrada del cementerio viejo de Roturas, por orden del cura, para que todo el mundo pudiese “pisar la tumba del rojo” eternamente.